# 魔鬼脚印
魔鬼脚印（英语：Devil's Footprints）是指大雪后出现的神秘生物足迹，首次出现于1855年2月8日的英国德文郡，当时居民认为这是魔鬼留下的脚印。

## 事件经过
1855年2月8日，在一场大雪过后，英国德文郡的居民发现一连串怪异脚印。据记载，这些脚印呈蹄状，长约12厘米，间隔25~45厘米。当地居民试图追踪脚印的源头，发现它以直线前行了约160公里，穿过了埃克斯茅斯（Exmouth）、托普瑟姆（Topsham）与埃克斯河，屋顶、围墙与草堆都发现了脚印。

## 理論
沒有理論

## 类似事件
- 2009年3月5日，英国德文郡一户居民后院发现魔鬼脚印，据报道，脚印长约13厘米，间隔28~43厘米。研究者Jonathan Downes认为这可能是野兔留下的脚印。[4]